# 1537
سنة 1537 م كانت سنة بسيطة تبدأ يوم الإثنين (الرابط يظهر نموذج التقويم الكامل للسنة) من التقويم اليولياني.

## أحداث
- تأسيس مدينة ريسيفي وتقع حاليا في البرازيل.
- تأسيس مدينة كوماياغوا وتقع حاليا في هندوراس.
- تأسيس مدينة أسونسيون وتقع حاليا في باراغواي.
- تأسيس مدينة بنغالور وتقع حاليا في الهند.
- 6 مارس: تأسيس مدينة كاياو وتقع حاليا في بيرو.
- بداية الحرب العثمانية - البندقية في 1537 والتي انتهت في 1540.

## مواليد
- إدوارد السادس

## وفيات
- ألساندرو دي ميديشي
- بالداساري بيروتزي رسام إيطالي
- جين سيمور
- روبرت آسك محامي من المملكة المتحدة
- شارل، دوق فاندوم